# Bisdom Tanga
Het bisdom Tanga (Latijn: Dioecesis Tangaensis) is een rooms-katholiek bisdom met als zetel Tanga in het noordoosten van Tanzania. Het is een suffragaan bisdom van het aartsbisdom Dar es Salaam.
In 1950 werd de apostolische prefectuur Tanga opgericht, die in 1958 werd verheven tot bisdom. De eerste bisschop was de Ierse rosminiaan Eugene Cornelius Arthurs.
In 2017 telde het bisdom 34 parochies. Het bisdom heeft een oppervlakte van 27.348 km² en telde in 2017 2.200.000 inwoners waarvan 11,5% rooms-katholiek was. 

## Bisschoppen
- Eugene Cornelius Arthurs, I.C. (1958-1969)
- Maurus Gervase Komba (1969-1988)
- Telesphore Mkude (1988-1993)
- Anthony Mathias Banzi (1994-2020)
- vacant